# Dynabyte
Dynabyte was een Nederlandse winkelketen op het gebied van computers en computergerelateerde producten en diensten. Naast computerhardware en software verkocht Dynabyte onder andere digitale camera's, navigatiesystemen, mp3-spelers en kantoorartikelen.
Dynabyte had 44 winkels verspreid over heel Nederland. Tevens had Dynabyte een webwinkel, die in 2004 en 2005 werd bekroond met een prijs.
Op 6 februari 2009 werd bekend dat de hoofdkantoren van Dixons, T for telecom en Dynabyte samengevoegd gingen worden in het toenmalige hoofdkantoor van Dixons te 's-Hertogenbosch. Voordat Dynabyte haar hoofdkantoor verhuisde naar 's-Hertogenbosch was dit gevestigd in Zwolle. Na de overname door BAS Group was het hoofdkantoor van Dynabyte in Almere te vinden.
Op 7 oktober 2015 werd Dynabyte failliet verklaard.

## Geschiedenis
In oktober 1985 werd door Ferdi Jonkeren in Zwolle de eerste winkel ("Byte") geopend. Tien jaar later, in 1995, fuseerden de computerwinkelketens "Byte" (8 filialen) en "Megaworld" (8 filialen) en gingen samen verder als Dynabyte. In de zomer van 1997 ging winkelketen Commodore (Escom) failliet en werd door Dynabyte uit faillissement overgenomen. In 2000 werd Dynabyte met 43 vestigingen overgenomen door Vendex KBB. Zes jaar later werd Dynabyte door Dexcom overgenomen. Sinds 2011 was Dynabyte, samen met zustermaatschappij Dixons, eigendom van BAS Group, die ook eigenaar was van de winkelketens MyCom en Vobis. In juni 2012 maakte BAS Group bekend de keten te sluiten. De winkels gingen verder onder de andere merknamen van de groep.

## Filialen
Dynabyte heeft filialen gehad in de volgende steden.
- Alkmaar
- Almere
- Alphen aan den Rijn
- Amersfoort
- Amsterdam Buikslotermeer
- Amsterdam Ceintuurbaan
- Apeldoorn
- Arnhem
- Assen
- Bergen op Zoom
- Breda
- Enschede
- Delft
- Den Bosch
- Den Haag Grote Marktstraat
- Den Haag Korte Poten
- Deventer
- Dordrecht
- Eindhoven Geldropseweg
- Eindhoven Nieuwstraat
- Emmen
- Enschede
- Groningen
- Haarlem
- Heerlen
- Helmond
- Hilversum
- Hoofddorp
- Leeuwarden
- Leiden
- Leidschendam
- Lelystad
- Nijmegen
- Oosterhout
- Purmerend
- Rijswijk
- Roermond
- Roosendaal
- Rotterdam
- Spijkenisse
- Tilburg
- Utrecht
- Venlo
- Vlissingen
- Zaandam
- Zeist
- Zwolle